# Parepeolus laticeps
Parepeolus laticeps är en biart som beskrevs av Roig-alsina 1989. Parepeolus laticeps ingår i släktet Parepeolus och familjen långtungebin. Inga underarter finns listade i Catalogue of Life.